# Androjna
Androjna je priimek v Sloveniji, ki ga je po podatkih Statističnega urada Republike Slovenije na dan 1. januarja 2010 uporabljalo manj kot 5 oseb. 

## Znani nosilci priimka
- Andrej Androjna, dr., mornariški častnik, kapitan fregate SV...
- Vilko Androjna (1913—1984), pravnik